# Hemming Sten (politiker)
Hemming Sten, född 23 december 1895 i Hammerdals församling, Jämtlands län, död 14 maj 1954 i Gävle Heliga Trefaldighets församling, var en svensk förbundssekreterare och socialdemokratisk riksdagspolitiker.
Sten var redaktör och sekreterare i skogs- och flottningsförbundet från 1918. Han var ledamot av riksdagens första kammare 1937–1952, invald i Gävleborgs läns valkrets.
Hemming Sten är begravd på Hammerdals kyrkogård. Han var far till journalisten Hemming Sten (1925–1989).